# Salomon de Brosse

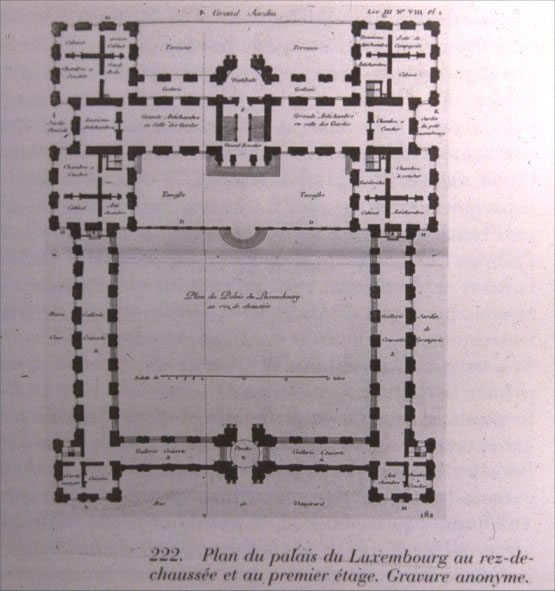
Grundriss des Palais du Luxembourg

Salomon de Brosse (* 1571 in Verneuil-en-Halatte; † 9. Dezember 1626 in Paris) war ein französischer Architekt.

## Leben und Wirken
Als Sohn des bekannten protestantischen Architekten Jean de Brosse (auch Jehan de Brosse) und dessen Frau Julienne, einer Tochter Jacques I. Androuet du Cerceaus, wurde er vermutlich von den letzten Baumeistern der berühmten Architektenfamilie Androuet du Cerceau ausgebildet. Nach dem Edikt von Nantes 1598 zog seine Familie nach Paris, wo Salomon de Brosse ab 1610 beachtliche Erfolge verzeichnet zu haben scheint. Ab 1612 wurde er mit dem Bau mehrerer großer Schlösser beauftragt, die größtenteils nur noch durch die erhaltenen Pläne bekannt sind, wie das Schloss Blérancourt, von dem allein die Eckpavillons und das Portal erhalten blieben, und das Schloss Coulommiers, das 1736 bis auf einige Reste des Ostflügels und die Gräben zerstört wurde. 1615 erhielt Salomon de Brosse erste staatliche Aufträge. 1614 bis 1626 war er Hofarchitekt unter dem Titel Premier architecte du Roi. Nach seinen Plänen wurde 1624 in Charenton-le-Pont vor der Stadt Paris ein protestantisches Gotteshaus mit 4.000 Plätzen erbaut, das 1685 mit dem Verbot der evangelischen Gottesdienste abgebrochen wurde.
Einer seiner bekanntesten Schüler war François Mansart. Heute zählen die Nordflügel des Palais du Luxembourg zu den wenigen erhaltenen und gleichzeitig für sein Schaffen repräsentativsten Werken.

## Bauten
- Schloss Blérancourt (1612–1619, größtenteils zerstört) für Bernard Potier
- Schloss Coulommiers (1613, 1736 zerstört) für Catherine de Gonzague, Herzogin von Longueville
- Palais du Luxembourg, Paris (1615–1625) für die Königinmutter und Regentin Maria de’ Medici
- Temple protestant in Charenton-le-Pont (1624, 1685 zerstört)